# Бейер, Кристоф

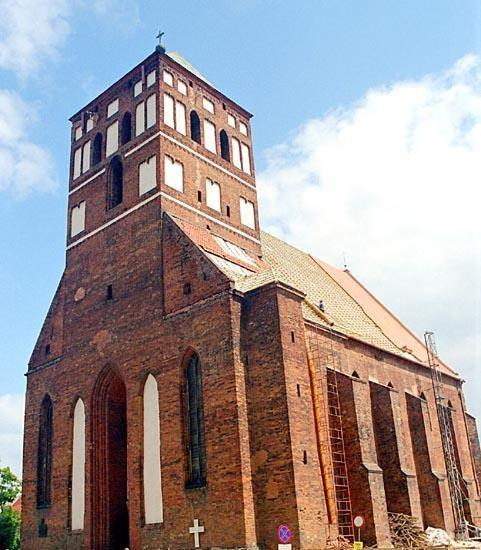
Базилика Усекновения головы Иоанна Предтечи в Хойнице, 1360—1365 гг.

Кристоф Бейер, или Христофор Бейерус (нем. Christoph Beyer, лат. Christophorus Beyerus; 1458, Кониц в Западной Пруссии — 2 февраля 1518, Данциг) — немецкий хронист и торговец, один из авторов «Данцигской хроники» (нем. Danziger Chronik).

## Биография
Родился около 1458 года близ Конице в Западной Пруссии (совр. пол. Хойнице в Поморском воеводстве) в семье померанского юнкера Маттерна фон Люмпенфельда и Маргариты Бейер, дочери местного бюргера. За несколько лет до появления его на свет, у стен Коница разыгралось первое сражение Тринадцатилетней войны между Тевтонским орденом и Польшей (1454—1466), окончившееся победой рыцарей, но в 1466 году войско короля Казимира IV Ягеллончика осадило и захватило город, и отец Кристофа лишился своего поместья.
Юноша был вынужден заняться торговлей, взяв себе фамилию матери. Со временем преуспев в этом деле и сделавшись в Данциге процветающим купцом, он предпринял несколько длительных заграничных поездок, в частности, в 1479 году совершил паломничество в Сантьяго-де-Компостела в Испании, а в 1483 году побывал в Норвегии. Получил ли он при этом какое-либо образование, неясно, не установлено даже, в какой степени он владел латынью.
В 1490 году женился в Данциге на дочери трактирщицы Ортке (Доротеи) Херцберг, бывшей домохозяйки знаменитого ганзейского пирата Пауля Бенеке (ум. 1480), в старости сделавшегося членом местного городского совета.
С 1497 года служил в Данциге судебным заседателем (шеффеном), а с 1502 года занимал пост городского советника, ведая управлением общественных зданий и строительством оборонительных сооружений. Умер в Данциге 2 февраля 1518 года, по другим данным, в 1529 году.

## Сочинения
Считается одним из авторов «Данцигской хроники» (нем. Danziger Chronik), составлявшейся в городе на нижненемецком языке с 1468 года, ценного летописного источника, в центре повествования которого оказались события переломного периода в истории Гданьска, когда этот долгое время принадлежавший Ордену важный балтийский торговый центр и член Ганзы оказался по итогам Тринадцатилетней войны в составе королевства Польского, сохранив значительную автономию, самоуправление, самостоятельность во внешней политике и культурно-бытовое своеобразие. Наряду с важнейшими событиями внешней политики и внутренней городской жизни, хроника содержит сведения о постройках, религиозных праздниках и общественных торжествах, социальных конфликтах, несчастных случаях, небесных явлениях и пр.
Перу самого Бейера предположительно принадлежал раздел «Данцигской хроники» за 1481—1518 годы, но оригинальная рукопись его труда погибла при пожаре в его собственном доме, и сохранились лишь фрагменты в сочинениях его современников и продолжателей, данцигских летописцев Каспара Вайнрайха (нем. Caspar Weinreich), Георга Мельмана (нем. Georg Melmann) и Ганса Спатте (нем. Hans Spatte), а также его родного зятя Станислава, или Штенцеля Борнбаха (пол. Stanisław Bornbach, нем. Stenzel Bornbach, 1530—1597).
Авторству Бейера приписываются также утраченные городские родословные и отчёты городского совета Данцига.
Рукописи «Данцигской хроники» Борнбаха, Мельмана и др. с выдержками из сочинения Бейера хранятся в Берлинской государственной библиотеке (Ms. Boruss. fol. 248), а также Государственном архиве Гданьска (LI. 1. 923 S и LI. 2. 745 Seiten).
В 1874 году она выпущена была в Лейпциге в 5-м томе издания «Scriptores rerum Prussicarum», подготовленного историками Теодором Хиршем, Максом Тёппеном и Эрнстом Штрелке.

## Публикации
- Christoph Beyers des altern Danziger Chronik // Scriptores rerum Prussicarum. Herausgegeben von Theodor Hirsch, Max Töppen, Ernst Strehlke. — Band V. — Leipzig: S. Hirzel, 1874. — S. 440–491.